# وليام رينولدز
وليام اتش. رينولدز (بالإنجليزية: William H. Reynolds)‏ ، من مواليد 14 يونيو 1910، وتوفي بتاريخ 16 يوليو عام 1997م ، وهو مونتاج أمريكي، واشتهر بتصوير فيلم «العراب»، وحصل على جائزة أوسكار لأفضل مونتاج عام 1965م.

## مصدر
1. ↑  Gallagher, John A. (2000). "William H. Reynolds". In Pendergast, Tom; Pendergast, Sara. International Dictionary of Film and Filmmakers, Edition 4. St. James Press. ISBN 978-1-55862-449-8.

## وصلة خارجية
- وليام رينولدز على موقع IMDb (الإنجليزية)
- وليام رينولدز على موقع ألو سيني (الفرنسية)
- وليام رينولدز على موقع تيرنر كلاسيك موفيز (الإنجليزية)
- وليام رينولدز على موقع أول موفي (الإنجليزية)
- وليام رينولدز على موقع قاعدة بيانات الأفلام السويدية (السويدية)
- وليام رينولدز على موقع قاعدة بيانات الفيلم (الإنجليزية)
- وليام رينولدز على موقع كينوبويسك (الروسية)